# Alexandre Charpentier

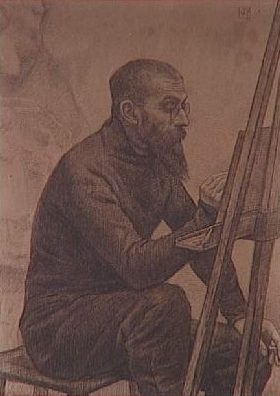
Alexandre Charpentier gezeichnet von Théo van Rysselberghe

Alexandre Charpentier (* 10. Juni 1856 in Paris; † 4. März 1909 in Neuilly) war ein französischer Bildhauer und Medailleur.

## Leben
Der Arbeitersohn ging in die Lehre zu einem Graveur und lernte anhand von Medaillen die Darstellung im Flachrelief. 1871 bis 1876 besuchte er die École nationale supérieure des beaux-arts de Paris (dt.: ‚Staatliche Hochschule der Schönen Künste Paris‘) bei Hubert Ponscarme. Später unterrichtete er an der Académie Vitti. Sein Relief „Bogenschütze“ (Tireur d’arc) wurde im Salon de Paris von 1879 ausgestellt. Charpentier gehörte zum Freundeskreis von Constantin Meunier und schuf die bildnerische Ausgestaltung des Cabarets le Chat noir. Er war auch der Schöpfer zahlreicher Medaillen mit den Abbildern bekannter Persönlichkeiten und gestaltete Wohnungseinrichtungen. In diesem Tätigkeitsfeld erhielt Charpentier einen großen Preis der Weltausstellung Paris 1900, arbeitete mit an der Villa Majorelle in Nancy und gestaltete ein Jugendstil-Speisezimmer für den Bankier Adrien Bénard, das sich heute im Musée d’Orsay in Paris befindet. Das genannte Museum widmete ihm Anfang 2008 eine Ausstellung.
Alexandre Charpentier heiratete seine Schülerin Elisa Beetz. Sie war seine zweite Ehefrau. Ihre Trauzeugen waren Claude Debussy und Auguste Rodin.
Charpentier wurde 1900 als Ritter in die Ehrenlegion aufgenommen.